# Доњи Дивљаци
Доњи Дивљаци (мкд. Долно Дивјаци) су насеље у Северној Македонији, у западном делу државе. Доњи Дивљаци припадају општини Крушево.

## Географија
Насеље Доњи Дивљаци је смештено у западном делу Северне Македоније. Од најближег већег града, Прилепа, насеље је удаљено 40 km западно.
Доњи Дивљаци се налазе на западном ободу Пелагоније, највеће висоравни Северне Македоније. Село је положено на западним падинама Бушеве планине. Надморска висина насеља је приближно 850 метара.
Клима у насељу је планинска због знатне надморске висине.

## Становништво
По попису становништва из 2002. године Доњи Дивљаци су имали 59 становника.
Претежно становништво у насељу су етнички Македонци (100%).
Већинска вероисповест у насељу је православље.